# Ursula Apitzsch
Ursula Apitzsch (* 9. November 1947 in Bersenbrück) ist eine deutsche Politikwissenschaftlerin und Soziologin.

## Werdegang
Ursula Apitzsch veröffentlichte 1977 ihre an der Universität Frankfurt abgeschlossene Dissertation „Gesellschaftstheorie und Ästhetik bei Georg Lukács bis 1933“. 1990 erfolgte ihre Habilitation „Migration und Biographie: Zur Konstitution des Interkulturellen in den Bildungsgängen junger Erwachsener der 2. Migrantengeneration“. Seit 1998 ist sie Mitglied im Direktorium des Cornelia Goethe Centrums für Frauenforschung. Von 1995 bis 1999 war sie Vorsitzende der Sektion Biographienforschung in der Deutschen Gesellschaft für Soziologie. Bis heute ist sie Teil des erweiterten Vorstandes. Des Weiteren ist sie ein Mitglied des Forschungskomitees 39 der International Sociological Association (ISA), welches sich mit „Sociology & Biography“ beschäftigt. Sie lehrt seit 1993 (inzwischen als Emerita) als Professorin für Politikwissenschaft und Soziologie an der Johann Wolfgang Goethe-Universität in Frankfurt am Main.
Apitzsch hatte Gastprofessuren in: Swansea, England (1991), University of California, Berkeley/USA (1992–1993), Florenz, Italien (1994), Rom, Italien (1998) und Bologna, Italien (1999).

## Forschungsschwerpunkte
Ihre Forschungsschwerpunkte liegen in Kulturanalyse, Biographieforschung, Untersuchungen zur Migration, Ethnizität und Gender.
1997 bis 2001 koordinierte sie ein Forschungsprojekt der Europäischen Union „Self-employment activities concerning women and minorities. Their success or failure in relation to social citizenship policies“. Seit Dezember 2002 leitet Apitzsch das internationale Forschungsprojekt „The Chances of the Second Generation in Families of Ethnic Entrepreneurs: Intergenerational and Gender Aspects of Quality of Life Processes“. Das Projekt ist am Institut für Sozialforschung der Universität Frankfurt angesiedelt und wird von der Europäischen Union gefördert.
Zudem gehört sie zum Herausgeberkreis der Gefängnisbriefe von Antonio Gramsci. Sie hat einige Artikel in der Zeitschrift Das Argument veröffentlicht.

## Schriften (Auswahl)
- Gesellschaftstheorie und Ästhetik bei Georg Lukacs bis 1933, Frommann-Holzboog Verlag, Stuttgart 1990, ISBN 978-3772805714.
- Neurath – Gramsci – Williams, Argument-Verlag, Hamburg 1993.
- Migration und Traditionsbildung, Westdt. Verl., Opladen 1999.
- Migration, Biographie und Geschlechterverhältnisse, Verlag Westfälisches Dampfboot, Münster 2003.
- Self-employment activities of women and minorities, VS Verlag für Sozialwissenschaften, Wiesbaden 2008.
- Migration und Psyche, Psychosozial-Verlag, Gießen 2008.